# Tadanari Okamoto
Tadanari Okamoto (japanisch 岡本 忠成, Okamoto Tadanari; geboren 11. Januar 1932 in Toyonaka (Präfektur Osaka); gestorben 16. Februar 1990) war ein japanischer Film-Animator und Produzent.

## Leben und Wirken
Tadanari Okamoto machte seinen Studienabschluss an der Juristischen Fakultät der Universität Osaka. Nach einer Anstellung in einem Unternehmen wechselte er an das „Nihon University College of Art“ (日本大学芸術学部), Department of Cinema. 1961 trat er in das von Mochinaga Tadahito (持永 只仁; 1919–1999) Animationsunternehmen „MOM Productions“ ein. 1964 wurde er Freiberufler und gründete Echo Co., Ltd.
Okamoto  erstellt als Produzent und Regisseur kurze Animationen mit verschiedenen Stoffen. 1957 gewann er mit „Okon jōruri“ (おこんじょうるり) den Hauptpreis beim Kunstfestival. Er erhielt sieben Mal den „Ōfuji Noburō Award“ beim „Mainichi Film Contest“ (毎日映画コンクール). Seine Themen bewegten sich zwischen Folklore und Märchen bis hin zu sozialen Themen und Science Fiction. Zu seinen Werken gehören „Chikotan“ (チコタン) und „Mochimochi no Ki“ (モチモチの木).
1972 gewann Okamoto den „Art Encouragement Newcomer Award“ (芸術選奨新人賞). Dies nutzte er aus, um im folgenden Jahr gemeinsam mit Kawamoto Kihachirō (1925–2010) die „Puppet Animation Show“ (パペットアニメーショウ) zu veranstalten, die bis zum 6. Juli 1980 im jährlichen Turnus (mit Unterbrechung) fortgesetzt wurde.